# Чекерово (Мукшинское сельское поселение)
Чекерово — деревня в Якшур-Бодьинском районе Удмуртской Республики России.

## География
Деревня находится в центральной части республики, в зоне хвойно-широколиственных лесов, вблизи истока реки Орзьо, на расстоянии примерно 13 километров (по прямой) к востоку от села Якшур-Бодья, административного центра района. Абсолютная высота — 166 метров над уровнем моря.

### Климат
Климат характеризуется как умеренно континентальный, с продолжительной холодной многоснежной зимой и относительно коротким тёплым летом. Среднегодовая многолетняя температура воздуха составляет 2,4 °С Средняя температура воздуха самого тёплого месяца (июля) — 18 °C (абсолютный максимум — 36,6 °C); самого холодного (января) — −15 °C (абсолютный минимум — −47,5 °C). Среднегодовое количество атмосферных осадков составляет 532 мм, из которых большая часть выпадает в тёплый период.

### Часовой пояс
Деревня Чекерово, как и вся Удмуртская Республика, находится в часовой зоне МСК+1. Смещение применяемого времени относительно UTC составляет +4:00.

## Население
| 2010 | 2012 |
| ---- | ---- |
| 119  | ↗125 |

### Национальный состав
Согласно результатам переписи 2002 года, в национальной структуре населения удмурты составляли 95 % из 147 чел.